# Jules Cohen
Pour les articles homonymes, voir Cohen.
Jules Cohen, né le 2 novembre 1835 à Marseille et mort le 13 janvier 1901 à Paris 17e, est un compositeur français.

## Biographie
Sur le conseil d’Halévy, ses parents l’amène de bonne heure à Paris pour faire ses études au Conservatoire national de musique et de déclamation où, élève de Marmontel, de Benoist et d’Halévy, il y fait de brillantes études, y remportant successivement, encore fort jeune, les premiers prix de solfège, de piano, d’orgue, de fugue et d’harmonie. Il y devient professeur à un âge peu avancé, en même temps qu’il devient, sur la recommandation d’Auber, le maitre de chapelle attitré des Tuileries. Devenu l’ami de Saint-Saëns, il l’assiste, à l’occasion, à l’église Saint-Merri.
Premier prix de solfège en 1847, premier prix de piano en 1850, premier prix d’orgue en 1852, il obtient encore le second prix de fugue en 1853 et le premier en 1854, puis il se livre avec activité à la composition. Il écrit deux symphonies, plusieurs ouvertures, des messes, des motets, des études et de nombreux morceaux de piano, des mélodies, des pièces pour harmonium.
Il vise surtout le théâtre, où il n’a pourtant guère de succès. Après avoir écrit de nouveaux chœurs pour Athalie, pour Esther et pour Psyché, à l’occasion de reprises de ces chefs-d’œuvre faites à la Comédie-Française, il fait représenter un assez grand nombre d’ouvrages : Maitre Claude, un acte, Opéra-Comique, 1861 ; José-Maria, 3 actes, id., 1866 ; les Bleuets, 4 actes, Théâtre-Lyrique, 1867 ; Déa, 2 actes, Opéra-Comique, 1870 ; plus deux cantates : l’Annexion et Vive l’Empereur, exécutées toutes deux en 1860, la première à l’Opéra, la seconde à l’Opéra-Comique. Il écrit également beaucoup de musique d’église, des symphonies, des cantates, des mélodies, des morceaux de piano.
Après avoir rempli, sous le Second Empire, les fonctions de maitre de chapelle de l’Empereur, à la chapelle impériale, il est nommé, après la chute de l’Empire, professeur de la classe d’ensemble vocal au Conservatoire, et, un peu plus tard, il entre à l’Opéra, où il devient chef des chœurs.
Il prend sa retraite vers 1890, incapable de produire de nouvelles œuvres, atteint d’une maladie qui lui enleve l’usage peu à peu de ses yeux et de ses mains et à laquelle il succombe. Parmi ses dernières compositions, on cite une Marche funèbre destinée par lui à être exécutée le jour de ses obsèques par les chœurs de l’Opéra et la fanfare Sax, dirigés par Paul Puget au cimetière du Montparnasse. Il est le frère du dramaturge et romancier Félix Cohen (ru).

## Œuvres
- L'Annexion, 1860
- Maître Claude, livret de  Vernoy de Saint-Georges, Adolphe de Leuven, opéra-comique en un acte, 1861.
- Les Bleuets livret de  Eugène Cormon, Henri Trianon, opéra en quatre actes, 1865-67.
- José-Maria livret de  Eugène Cormon, Henri Meilhac, opéra-comique en trois actes, 1866.
- Déa livret de  Eugène Cormon, Michel Carré, opéra-comique en deux actes, 1870.